# Peć (rejon statystyczny Kosowa)
Peć (alb.: Rajonii Pejës; serb.: Пећки округ, Pećki okrug) – jeden z siedmiu rejonów statystycznych w Kosowie którego siedzibą jest miasto o tej samej nazwie.

## Podział administracyjny
W rejonie tym znajdują się 3 miasta będące jednocześnie siedzibami gmin, oraz 118 wsi i osiedli:
| Gmina                                     | Liczba ludności (2011) | Powierzchnia (km²) | Gęstość zaludnienia (os./km²) | Wsi i osiedla |
| ----------------------------------------- | ---------------------- | ------------------ | ----------------------------- | ------------- |
| Peć                                       | 96 450                 | 603                | 160                           | 14            |
| Istok                                     | 39 289                 | 454                | 86,5                          | 350           |
| Klina                                     | 38 496                 | 308                | 125                           | 54            |
| Łącznie w całym rejonie statystycznym Peć | 174 235                | 1 365              | 127,6                         | 118           |

## Grupy etniczne
Według danych spisu statystycznego z 1991 roku, w kosowskim rejonie statystycznym Peć większość mieszkańców, bo aż 75,46% była z pochodzenia Albańczykami, 11.56% stanowili mieszkańcy narodowości Serbskiej i Czarnogórskiej, zaś 7,73% stanowili Muzułmanie z narodowości. W gminie Istok Albańczycy stanowili oni 76,68% wszystkich mieszkańców, 12,70% mieszkańców stanowili Serbowie i Czarnogórcy, zaś 7,11% była Muzułmanami z narodowości.
Według danych spisu statystycznego z 2011 roku, w kosowskim rejonie statystycznym Peć większość mieszkańców była z pochodzenia Albańczykami. W gminie Peć stanowili oni 91,21% wszystkich mieszkańców, w gminie Klina - 96,7%, w gminie Istok - 92,02%.
Grupy etniczne zamieszkujące rejon statystyczny Peć:

## Kody pocztowe
| Postal Code of Kosovo – 30000 Peć |       |               |       |
| Rejon admin. | Gmina | Nazwa lokalna | Kod   |
| Peć | Peć   | Peć           | 30000 |
| Peć | Peć   | Peć 1         | 30010 |
| Peć | Peć   | Peć 3         | 30030 |
| Peć | Peć   | Peć 4         | 30040 |
| Peć | Peć   | Peć 5         | 30050 |
| Peć | Peć   | Peć 8         | 30080 |
| Peć | Peć   | Vitomerica    | 30090 |
| Peć | Istok | Istok         | 31000 |
| Peć | Istok | Peć Bath      | 31010 |
| Peć | Istok | Gjurakovc     | 31020 |
| Peć | Peć   | Goraždevac    | 31030 |
| Peć | Klina | Klina         | 32000 |
| Peć | Klina | Budisavci     | 32050 |
| Źródło: The Post Code of Kosovo has been approved by the Univeresal Postal Union (UPU) PTK. ptkonline.com. [zarchiwizowane z tego adresu (2006-06-30)]. |       |               |       |